# HD170836
HD170836 — хімічно пекулярна зоря спектрального класу
B7 й має видиму зоряну величину в смузі V приблизно  9,0.